# 小宮山明敏
小宮山明敏（こみやま　あきとし、1902年2月10日－1931年9月30日）は、1920年代に活躍したプロレタリア文学の評論家である。
岡山県御津郡金川町出身。早稲田第一高等学院文科に入学し、早稲田大学露文科に進学する。在学中より尾崎一雄、村田春海たちと同人雑誌をはじめ、卒業後は高等学院で教壇にもたつが、結核を病み職を辞し、文芸評論の執筆に専念する。その後、日本プロレタリア作家同盟に加入し、1930年に『文学革命の前哨』（世界社）を上梓するも、まもなく没した。
瀬沼茂樹は『現代日本文学大系』所収の小宮山の評論に関して、「解説」のなかで、「マルクス主義の立場で所謂ブルジョア文学を内在的に批評する者は稀であったので、珍重すべき評論」と述べている。
尾崎一雄は、のちに学生時代を回想した作品『懶い春』で小宮山をモデルにした〈小宮敏明〉という登場人物を出している。